# Pancyr
Pancyr-S1 (ros. Панцирь-С1, indeks GRAU 96K6, kod NATO SA-22 Greyhound) – współczesny rosyjski samobieżny przeciwlotniczy zestaw artyleryjsko-rakietowy.

## Historia
Armia Radziecka pod koniec lat 80. XX w. potrzebowała nowego i taniego systemu obrony przeciwlotniczej bliskiego zasięgu. Wykorzystywany system 9K330 Tor był wprawdzie skuteczny, ale bardzo drogi w eksploatacji i posiadał pewne ograniczenia użytkowe wynikające z osadzenia go na podwoziu gąsienicowym. Państwowa Komisja Rady Ministrów ZSRR do Spraw Wojskowo-Przemysłowych wydała 3 kwietnia 1990 roku rozporządzenie zlecające opracowanie wielokanałowego, artyleryjsko-rakietowego zestawu przeciwlotniczego krótkiego zasięgu. Prace nad stworzeniem nowego systemu przeciwlotniczego prowadziło biuro konstrukcyjne KBP Tuła (ros. АО «Конструкторское бюро приборостроения»), głównym konstruktorem zestawu mianowano Piotra Komonowa. Opracowana konstrukcja była rozwinięciem koncepcji systemu 2K22 Tunguska.
Pierwszy prototyp zbudowano na podwoziu ciężarówki Ural-5323.4, jednakże przewidziano, że system może być montowany na dowolnym podwoziu o nośności 10 ton. Pierwsza wersja Pancyra była uzbrojona w 2 armaty automatyczne 2A72 kal. 30 mm umieszczone po obu stronach wieży oraz 12 przeciwlotniczych pocisków kierowanych 9M335 rozmieszczonych po sześć z każdej strony wieży. System wyposażono w obracany radar wykrywania celów z anteną paraboliczną 1Ł36-01, impulsowo-dopplerowski dwupasmowy radar śledzenia celu i pocisku przeciwlotniczego oraz dwa systemy optoelektroniczne składające się z kamery telewizyjnej oraz termowizyjnej. Poza wersją lądową przewidywano również stworzenie wersji morskiej, przeznaczonej do zabudowy na okrętach.
Prace konstrukcyjne i budowę prototypu zakończono w 1994 roku. Pierwsza publiczna demonstracja systemu miała miejsce na Międzynarodowym Salonie Lotniczo-Kosmicznym MAKS-1995. Przeprowadzone próby poligonowe wykazały niedostatki systemu: brak możliwości prowadzenia ognia w ruchu, przestarzałe wyposażenie radiolokacyjne oraz niska wykrywalność celów. Z uwagi na te problemy oraz kryzys finansowy w jakim znajdowała się Federacja Rosyjska zaprzestano rozwoju systemu.
Do prac powrócono na początku XXI w., przyczyniło się do tego zainteresowanie odbiorców zagranicznych, m.in. Zjednoczone Emiraty Arabskie w 2000 roku zamówiły 50 pojazdów Pancyr-S1 (24 na podwoziu kołowym oraz 26 na podwoziu gąsienicowym). Nowa wersja systemu została wyposażona w radar 2RŁ80 z anteną fazową, dodano nową stację śledzenia celów i pocisku rakietowego 1RS1 oraz zmodernizowano uzbrojenie poprzez wykorzystanie nowych armat 2A38M i rakiet 57E6. Konstruktorem nowego Pancyra został Walerij Sługin. Na wystawie MAKS-2001 zaprezentowano makietę pojazdu.
Pierwsze próby Pancyra-S1 rozpoczęto w 2002 roku i wykazały one niedostatki w konstrukcji radaru śledzenia. Konieczne stało się opracowanie nowego radaru, który otrzymał oznaczenie 1RS2. Równie duże zmiany dotyczyły podwozia, na którym miał być zamontowany system. Rozważano wykorzystanie podwozia MZKT-7930, niemieckiego MAN SX45 oraz gąsienicowego GM-352M1E (zmodernizowane podwozie od Tunguski). Zmiany objęły również modernizację pocisku rakietowego 57E6, który otrzymał mocniejszy silnik startowy, co przełożyło się na zwiększenie jego zasięgu. W 2005 roku przedstawiono prototyp nowej wersji systemu. W 2006 roku na poligonie Kapustin Jar rozpoczęły się testy pierwszej wersji systemu zamontowanej na podwoziu samochodu ciężarowego KamAZ. Testy kontynuowano w 2007 roku, m.in. na poligonach Kapustin Jar i Aszułuk. Na pokazach MAKS-2007 zaprezentowano udoskonaloną wersję systemu. W 2008 roku rozpoczęto dostawy zamówionych wozów (na podwoziu MAN SX45) do Zjednoczonych Emiratów Arabskich, kolejne zamówienia zostały złożone przez Syrię, Algierię i Jordanię. Oficjalne przyjęcie Pancyra do użytkowania przez Siły Zbrojne Federacji Rosyjskiej nastąpiło 4 listopada 2012 roku, na mocy zarządzenia premiera Rosji Dmitrija Miedwiediewa. Produkcją pojazdów systemu zajął się Uljanowski Zakład Mechaniczny. Armia rosyjska podpisała z producentem kontrakt na dostawę 38 pojazdów do 2016 roku. W latach 2013–2016 prowadzone były testy systemu w warunkach arktycznych, na podstawie zebranych doświadczeń została opracowana wersja Pancyr-SA. Wykorzystano członowe podwozie nośnika gąsienicowego DT-30. Z racji niskich temperatur i wynikających z tego awarii zrezygnowano z uzbrojenia lufowego, za to liczbę przenoszonych rakiet zwiększono do 18. Arktyczna wersja Pancyra została zaprezentowana na paradzie z okazji Dnia Zwycięstwa w 2017 roku.

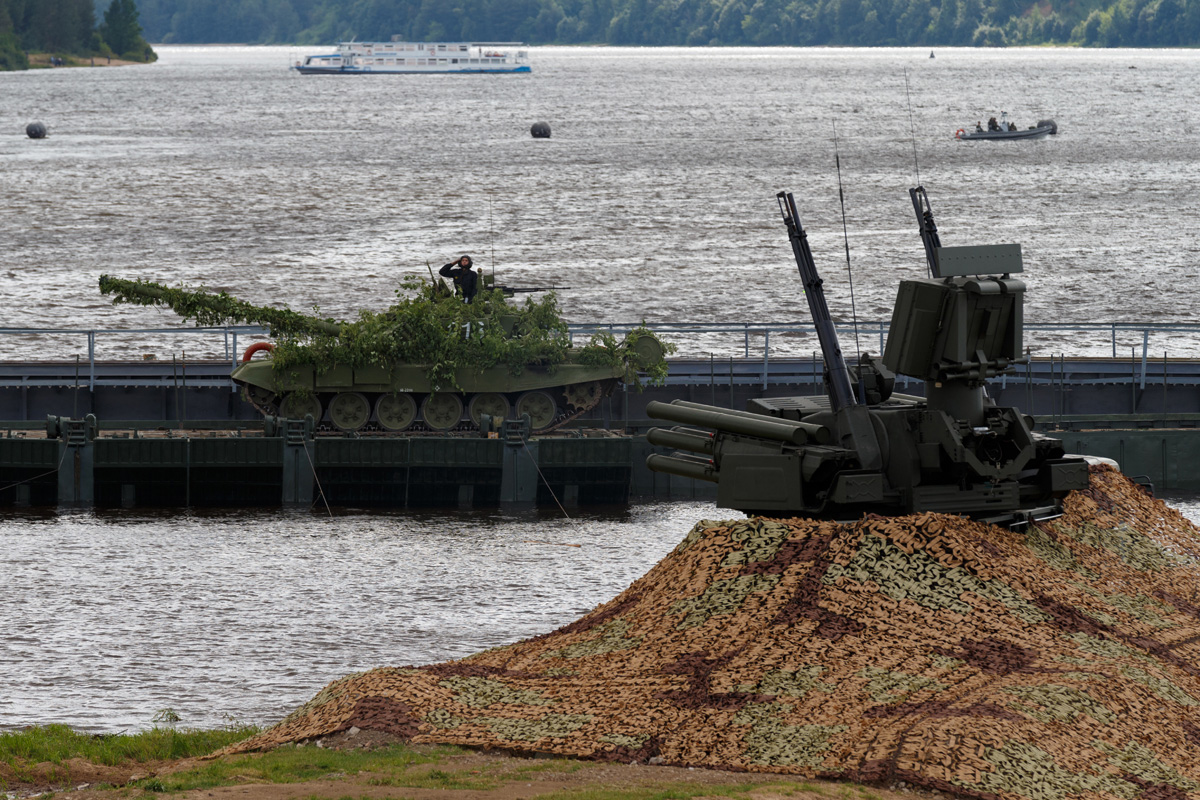
Zamaskowany Pancyr-S1 osłania przeprawę przez Wołgę podczas ćwiczeń w 2017 roku

Na podstawie Pancyra-S1 opracowano morską wersję systemu, noszącą oznaczenie Pancyr-M. Jego konstruktorem jest Aleksander Żukow. System jest uzbrojony w osiem pocisków rakietowych oraz dwa sześciolufowe działka kalibru 30 mm. Ma możliwość zwalczania czterech celów jednocześnie, znajdujących się w odległości do 4 km i na wysokości 0–3 km. Prędkość celów nie może przekroczyć 1000 m/s. System może być zabudowany na okrętach o wyporności od 300 ton. System został zaprezentowany podczas Międzynarodowego Pokazu Obrony Morskiej w 2017 roku w Sankt Petersburgu. Jego pierwsza zagraniczna prezentacja miała miejsce podczas Międzynarodowej Konferencji i Wystawy Przemysłu Obronnego IDEX-2019 w Abu Zabi. System jest oferowany odbiorcom zagranicznym jako Pancyr-ME.
Na forum Armia-2019 przedstawiono zmodernizowaną wersję systemu, noszącą oznaczenie Pancyr-SM (wersja eksportowa to Pancyr-S1M). W pojeździe zastosowano nowy radar zdolny do wykrycia celu powietrznego w odległości 75 km. Nowa stacja śledząco-naprowadzająca zapewnia zwalczanie celów na dystansie do 40 km i wysokości do 18 km. Zmodernizowano również blok wyposażenia optyczno-elektronicznego, służący do obserwacji i naprowadzania. W 2020 roku system został zaprezentowany na paradzie z okazji Dnia Zwycięstwa, również na forum Armia-2020 zapowiedziano jego sprzedaż odbiorcom zagranicznym. Ponadto zaproponowano dotychczasowym użytkownikom modernizację zestawów Pancyr-S1 do standardu Pancyr-S1M. W 2021 roku, na forum Armia-2021, zaprezentowano pojazd Pancyr-S1M, w którym powrócono do stacji radarowej 1RS1-1E.
Doświadczenia z dotychczasowej eksploatacji i udziału w działaniach zbrojnych wykazały konieczność modyfikacji systemu Pancyr-S1. Zainteresowanie modernizacją posiadanych pojazdów zgłosiły Zjednoczone Emiraty Arabskie. Ponadto działania w Syrii, Libii, Górskim Karabachu i Ukrainie wykazały niedostateczne zdolności wykrywania i niszczenia niewielkich dronów oraz amunicji krążącej o skutecznej powierzchni odbicia mniejszej niż 0,01 m². Te obiekty są wykrywane w odległości uniemożliwiające skuteczne użycie rakiet oraz uzbrojenia strzeleckiego. Natężenie ataków i ilość użytych środków ataku wykazały niedostatki systemu śledzenia celów i kierowania ogniem, które realnie pozwalają na jednoczesne zwalczanie jednego celu powietrznego. Działania w Syrii wykazały również, że system Pancyr-S1 wprowadzał operatorów w błąd identyfikując duże ptaki jako przedmiot zagrożenia. Ponadto system 9K330 Tor wykazał zdecydowanie większą skuteczność w zwalczaniu małogabarytowych celów w porównaniu z Pancyrem (Tor – 80%, Pancyr – 19%).
Obecnie konstruktorzy pracują nad lżejszą wersją rakiet przeznaczonych do zwalczania dronów oraz amunicji krążącej. Zakłada się, że będą to mniejsze pociski, dzięki czemu będzie możliwe zastąpienie jednego kontenera startowego rakiety 57E6 czterema nowymi rakietami. To pozwoli zwiększyć siłę ognia Pancyra oraz umożliwi mu zwalczanie celów nisko- i wolnolecących.

## Modyfikacje
W trakcie rozwoju systemy zostały opracowane jego wersje:
- Roman (ros. Роман) – prototyp z 1994 roku na podwoziu Ural 5323,
- ZPRK 96K6 (ros. ЗПРК 96К6) – wersja na podwoziu KamAZ-6560 z 2005 roku,
- Pancyr-S1-O – wersja z 2005 roku uzbrojona w działa 2A72 i rakiety 57E6E,
- Pancyr-S1E – wersja eksportowa na podwoziu MAN SX45 (zamówienie dla Arabii Saudyjskiej),
- Pancyr-2E – wersja dla celów eksportowych z 2006 roku,
- Pancyr-S1 – wersja seryjna z 2006 roku uzbrojona w 2 dwulufowe działa 2A38M oraz 12 pocisków 57E6,
- Pancyr-S1 (BM 72W6E) – wersja na podwoziu BAZ-6909,
- Pancyr-S2 – zmodernizowana wersja dla Sił Zbrojnych FR,
- Pancyr-SA – arktyczna wersja zbudowana na podwoziu członowego nośnika gąsienicowego DT-30,
- Pancyr-SM – modyfikacja zaprezentowana w 2019 roku,
- Pancyr-S1M – eksportowa modyfikacja wersji z 2019 roku,
- Pancyr-SM-SW – modyfikacja z 2019 roku na podwoziu gąsienicowym,
- Pantsir-SM-TBM – modyfikacja z liczbą pocisków rakietowych zwiększoną do 24,
- Pancyr-M – morska wersja systemu Pancyr-S1,
- Pancyr-ME – morska wersja eksportowa z 2015 roku.

## Przeznaczenie
System zapewnia ochronę bliskiego zasięgu przed zmasowanym atakiem w wykonaniu samolotów, śmigłowców czy pocisków broni precyzyjnej poruszających się z prędkościami do 1000 m/s i minimalnej skutecznej powierzchni odbicia mieszczącej się w przedziale 0,03–0,06 m², bez względu na porę dnia, warunki pogodowe i klimatyczne. Jeden wóz systemu Pancyr-S1 jest w stanie kontrolować od 8 do 12 celi na minutę. Zainstalowanie go na platformie kołowej pozwala również na ochronę jednostek znajdujących się w ruchu, np. kolumn wojsk czy ciężarówek z zaopatrzeniem. Jego głównym przeznaczeniem jest ochrona niewielkich obiektów cywilnych i wojskowych o znaczeniu strategicznym, tj. obiekty przemysłowe, energetyczne, petrochemiczne, łączności czy magazynowe. W zastosowaniach militarnych jego zadaniem jest ochrona obiektów szczebla pułkowego. System zapewnia ochronę obiektom o promieniu 50–100 m do 1,5–3 km².
Stopień automatyzacji działań pozwala na jego jednostkowe użytkowanie oraz tworzenie z niego baterii obrony powietrznej liczących do sześciu pojazdów. Zainstalowane uzbrojenie i wyposażenie pozwala również na prowadzenie ataków na pojazdy opancerzone i siłę żywą przeciwnika. Podczas działania w ramach baterii jeden Pancyr-S1, poza normalną funkcją wozu ogniowego, pełni rolę stanowiska dowodzenia. Bateria współpracuje z radarem wczesnego ostrzegania 1RŁ123. Stanowisko dowodzenia odbiera od radaru informacje i przydziela cele pojazdom ogniowym wchodzącym w skład baterii. Pojazdy baterii współpracują za pośrednictwem cyfrowej sieci łączności.

## Konstrukcja
Pojazd produkowany jest w wersjach kołowej, na podwoziu samochodu ciężarowego KAMAZ-6560, BAZ-6309 lub MAN SX45 (pierwszy prototyp powstał na podwoziu Ural-5323), i gąsienicowej, na podwoziu GM-352M1E. Opracowano także wersję arktyczną zestawu, przystosowaną do działań w skrajnie niskich temperaturach.
Wóz ogniowy 72W6 składa się z kontenerowego modułu ogniowego oraz nośnika. W skład modułu ogniowego wchodzą: kabina załogi, blok wieży oraz blok zasilania. Operatorzy siedzą w klimatyzowanej kabinie, tyłem do kierunku jazdy. W dolnej części bloku wieży znajduje się aparatura nawigacyjna, blok elektroniki oraz napęd wieży. Powyżej znajduje się wieża z uzbrojeniem, magazyny amunicji, bloki systemu komputerowego oraz napędy uzbrojenia. Radar śledzenia celów 1RS2-1 znajduje się w przedniej cześć wieży, na jej tyle umieszczono radar wykrywania celów 2RŁ80, składany na czas przejazdu.
Stacja 2RŁ80 pracuje w paśmie S i korzysta z fazowej anteny o kącie obrotu 360° i dwóch prędkościach obrotu (15 obr./min lub 30 obr./min). Jej zakres obserwacji w elewacji może być ustawiony na jeden z czterech zakresów: 0-60°, 0-30°, 40-80° lub 0-25°. Radar pozwala na nadzorowanie 20 celów powietrznych z określeniem ich azymutu, odległości, wysokości i prędkości kątowej. W zależności od wybranego trybu pracy skuteczny zasięg wykrycia celu wynosi 1–30 km, 1–50 km, 1–25 km lub 3–80 km. Błąd wyszukania celu w azymucie wynosi 5-5,5 mrad oraz 7-8,3 mrad w elewacji oraz 60 m w odległości. System może śledzić cele poruszające się z prędkościami w zakresie 30–1000 m/s.
Radar śledzenia celów 1RS2-1 pracuje w paśmie K, odbiera dane o celach, przechwytuje je i śledzi. Jednocześnie może śledzić trzy cele powietrzne i naprowadzać na nie cztery pociski rakietowe. Jest wyposażony w dwie anteny, główna antena fazowa pracuje w paśmie milimetrowym i jest anteną nadawczo-odbiorczą. Mniejsza antena służy do naprowadzania pocisków rakietowych. Wieża jest wyposażona w system optoelektroniczny AOP, którego zadaniem jest przejęcie celu, jego przechwycenie i śledzenie oraz określenie koordynatów kątowych celu i pocisku rakietowego. AOP obraca się w azymucie o 90°, a w elewacji od -5° do +82°.
Ponadto, jako część systemu, opracowano dwuosobowy pojazd transportowo-załadowczy, który przewozi 2800 nabojów 30 mm i 24 pojemniki transportowe z pociskami rakietowymi. Załadowanie amunicji do pojazdu ogniowego zajmuje 30 min. Opracowano też pojazd z aparaturą kontrolno-pomiarową, wóz remontowy, kalibracyjny i magazyn części zapasowych. Producent systemu opracował również symulatory – stacjonarny 9F676-1 i mobilny 9F676-2.

## Rodzaje podwozi
| Podwozie            | KamAZ-6560                         | GM352M1E                           | BAZ-6309                           | MAN SX45                           | DT-30PM                            | KamAZ-53958                        | MZKT-7930 (projekt)                |
| ------------------- | ---------------------------------- | ---------------------------------- | ---------------------------------- | ---------------------------------- | ---------------------------------- | ---------------------------------- | ---------------------------------- |
| Zdjęcie             |                                    |                                    |                                    |                                    |                                    |                                    |                                    |
| Trakcja             | Kołowa 8×8                         | Gąsienicowa                        | Kołowa 8×8                         | Kołowa 8×8                         | Gąsienicowa                        | Kołowa 8×8                         | Kołowa 8×8                         |
| Prędkość maksymalna | 90 km/h                            | 70 km/h                            |                                    |                                    |                                    | 90 km/h                            |                                    |
| Opancerzenie        | Chroni od ognia broni strzeleckiej | Chroni od ognia broni strzeleckiej | Chroni od ognia broni strzeleckiej | Chroni od ognia broni strzeleckiej | Chroni od ognia broni strzeleckiej | Chroni od ognia broni strzeleckiej | Chroni od ognia broni strzeleckiej |
| Zasięg              | 500 km                             | 600 km                             |                                    |                                    |                                    | 1200 km                            |                                    |

## Uzbrojenie

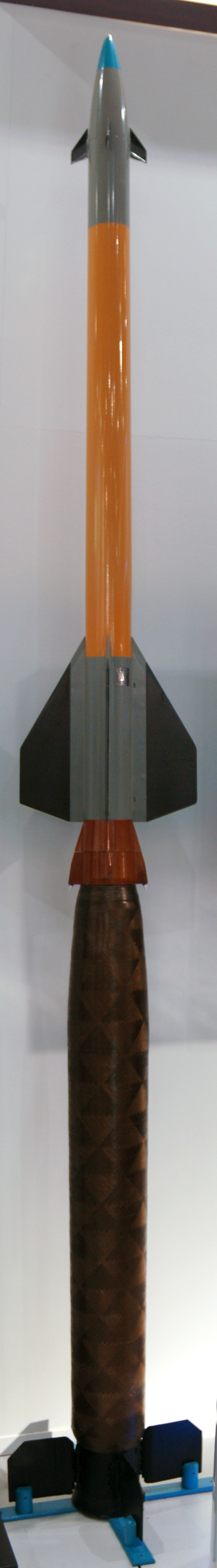
Pocisk rakietowy 57E6-E

### Uzbrojenie prototypu
Armata 2A72 powstała pod kierunkiem Wasilija Griazewa. Jej automatyka działa na zasadzie długiego odrzutu lufy. Ma dwudrożne, selektywne zasilanie w amunicję i może wykorzystywać trzy rodzaje pocisków: przeciwpancerny ze smugaczem, odłamkowy ze smugaczem i odłamkowo-burząco-zapalający. Całość ma długość 3006 mm i masę 84 kg, z czego na masę lufy przypada 36 kg. Lufa gwintowana z 16 bruzdami, skok gwintu wynosi 715,5 mm. Przeładowanie elektryczne lub ręczne, szybkostrzelność 350-400 strz./min. Prędkość początkowa pocisku wynosi 970 m/s, energia odrzutu 60 kN. Może zwalczać cele powietrzne na dystansie 4000 m, cele lądowe i siłę żywą – 2000 m. Zapas amunicji wynosi 750 nabojów.
Głównym konstruktorem pocisku rakietowego 9M335 został Walerij Kuzniecow. Jego koncepcja wywodziła się z pocisku 9M311 stosowanego w zestawie Tunguska. W nowej konstrukcji wzrosła prędkość, zasięg oraz wysokość rażenia celów. Pocisk jest przechowywany w kontenerze transportowo-startowym o długości 3200 mm i masie 90 kg, ma konstrukcję dwustopniową. W pierwszym stopniu rakiety mieści się silnik startowy na paliwo stałe, który nadaje pociskowi prędkość 1100 m/s. Drugi stopień ma układ aerodynamiczny kaczki, mieści się w nim część bojowa (głowica, zapalnik kontaktowy i niekontaktowy), napędy sterów, układy sterowania oraz silnik marszowy 95IA6 (ros. 95Я6). Odłamkowo-prętowa głowica bojowa ma masę 16 kg. Pocisk może zwalczać cele powietrzne na dystansie 1000-12 000 m, lecące na wysokości 5–6000 m. Naprowadzanie pocisku odbywa się radiokomendowo.

### Uzbrojenie pojazdów seryjnych
Armata 2A38M również powstała pod kierunkiem Wasilija Griazewa, została skonstruowana jako broń do zwalczania celów powietrznych znajdujących się na wysokości 200–3000 m oraz w odległości do 4000 m. Całość ma długość 3478 mm, całkowita masa broni wynosi 223 kg. Broń jest chłodzona wodą, masa czynnika chłodzącego wynosi 28 kg. Dzięki zastosowaniu chłodzenia w systemie wyparnikowym, 2A38M ma bardzo niskie zapotrzebowanie na czynnik chłodzący. Szybkostrzelność wynosi 1950-2500 strz./min, prędkość początkowa pocisku 960 m/s, a siła odrzutu 62 kN. Armata wyposażona jest w czujnik przedniego położenia zamków oraz czujniki prędkości początkowej pocisku. W przypadku zacięcia obsługa może skorzystać z jednego z trzech pironabojów przeładowujących. Zapas amunicji wynosi 1400 nabojów.
Walerij Kuzniecow opracował modyfikację pocisku 9M335, zmiany ukierunkowano na zwiększenie prędkości, zasięgu oraz skuteczności rażenia celu. Nową wersję, oznaczoną jako 57E6, wykonano z materiałów kompozytowych, niezmienione zostały jego wymiary i wielkość pojemnika startowo-transportowego. Nowe materiały konstrukcyjne pozwoliły obniżyć masę rakiety do 71 kg, a pojemnika do 85 kg. Przekonstruowany pocisk może razić cele w odległości 1000-18 000 m oraz lecące na wysokości 5-10 000 m. Dzięki miotającemu ładunkowi prochowemu pocisk korzysta z tzw. „zimnego startu”, silnik startowy jest uruchamiany w bezpiecznej odległości od pojazdu ogniowego. Moduł z silnikiem startowym posiada średnicę 170 mm, moduł z częścią bojową ma średnicę 90 mm. W nosie rakiety zamontowano generator, który dzięki wykorzystaniu oporu aerodynamicznego zapewnia energię do napędu sterów. W części środkowej pocisku znajduje się przedział bojowy, a w tylnej aparatura elektroniczna. Silnik marszowy pracuje 1,5 sek i nadaje pociskowi prędkość 1220 m/s. Dzięki temu drugi stopień rakiety na dystansie 12 000 m osiąga prędkość 900 m/s, a na 18 000 m jest to 700 m/s. Masa głowicy bojowej wzrosła do 20 kg, z czego 5,5 kg to materiał wybuchowy. Na obwodowej części głowicy bojowej umieszczono 47 prętowych elementów rażących o masie 117 g każdy. Ponadto głowica bojowa generuje ok. 700 prefabrykowanych odłamków o masie 2,8 g i ok. 2260 o masie 0,9 g. Głowica bojowa może być aktywowana z wykorzystaniem zapalnika kontaktowego bądź radiolokacyjnego zapalnika zbliżeniowego.

## Udział w działaniach bojowych

### Atak Rosji na Ukrainę w 2014 roku

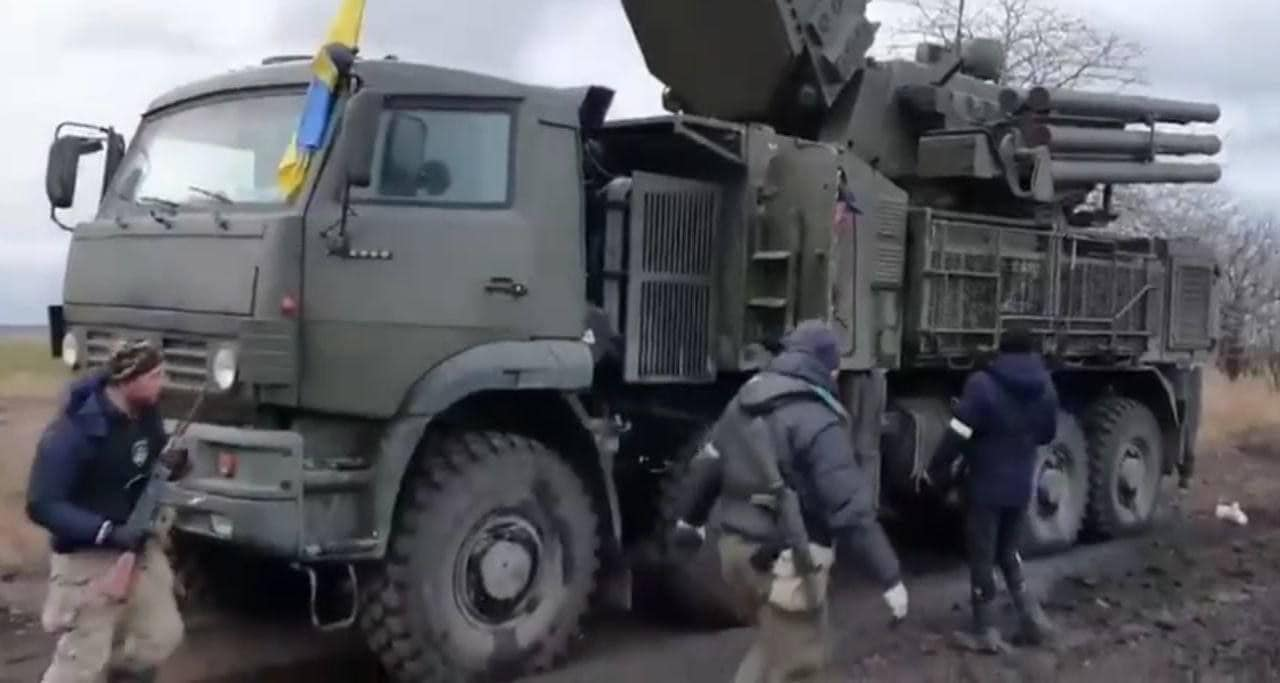
Pancyr-S1 zdobyty przez Siły Zbrojne Ukrainy w 2022 roku

Pojazdy systemu Pancyr-S1 zostały w 2014 roku rozmieszczone na Półwyspie Krymskim po jego zajęciu w wyniku rosyjskiej inwazji. W kilka miesięcy po zajęciu Krymu przez Rosję dokonały wielu zestrzeleń ukraińskich bezzałogowych statków powietrznych. W sierpniu 2014 roku zarejestrowano w obwodzie ługańskim szczątki silnika marszowego rakiety 57E6. W następnych miesiącach pojazdy systemu były wielokrotnie zarejestrowywane w rejonie Doniecka i Ługańska.

### Wojna domowa w Syrii
W 2015 roku system Pancyr-S1 trafił do Syrii, gdzie podczas wojny domowej zapewniał ochronę przed atakami z powietrza rosyjskim jednostkom stacjonującym w bazie lotniczej w Latakii. Siergiej Szojgu oficjalnie informował, że Siły Zbrojne Federacji Rosyjskiej, korzystając z systemu Pancyr-S1, do końca 2017 roku zniszczyły w Syrii 54 pociski rakietowe i 16 bezzałogowych statków powietrznych. Jeden ze skierowanych tam zestawów został 10 maja 2018 roku zniszczony przez lotnictwo Izraela. Doniesienia o zniszczeniu kolejnego Pancyra pojawiły się w 2019 roku, strona izraelska przedstawiła nagranie zniszczenia zestawu Pancyr pociskiem z drona Skystriker.

### Wojna domowa w Libii
W mediach pojawiła się informacja, że system Pancyr-S1 został w 2020 roku przejęty przez USA na terenie Libii w bazie lotniczej Al-Watiya. Razem ze sprzętem przejęto również dokumentację jego obsługi. Następnie miał trafić do bazy lotniczej Ramstein w Niemczech, a stamtąd do Stanów Zjednoczonych. W czasie wojny domowej w Libii zniszczono dziewięć pojazdów systemu Pancyr-S1. Były to pojazdy na podwoziach MAN SX45 dostarczone rebeliantom przez Zjednoczone Emiraty Arabskie.

### Inwazja Rosji na Ukrainę w 2022 roku
System Pancyr-S1 wykorzystywało wojsko rosyjskie podczas agresji na Ukrainę. Pierwszy egzemplarz został zdobyty przez Siły Zbrojne Ukrainy w marcu 2022 roku. Do końca 2022 roku armia rosyjska utraciła 14 pojazdów systemu Pancyr-S1.

### Inne użycia
18 kwietnia 2017 roku Pancyr-S1 Arabii Saudyjskiej zestrzelił rakietą ziemia-powietrze śmigłowiec Sikorsky UH-60 Black Hawk saudyjskich sił powietrznych w Jemenie. Zginęło w nim dwunastu żołnierzy. Według innych źródeł, Arabia Saudyjska zakupiła systemy Pancir-S1 dopiero w 2024 roku. Również rosyjski system Pancir jest podejrzewany o spowodowanie katastrofy lotu Azerbaijan Airlines 8243 w grudniu 2024 roku.

## Galeria

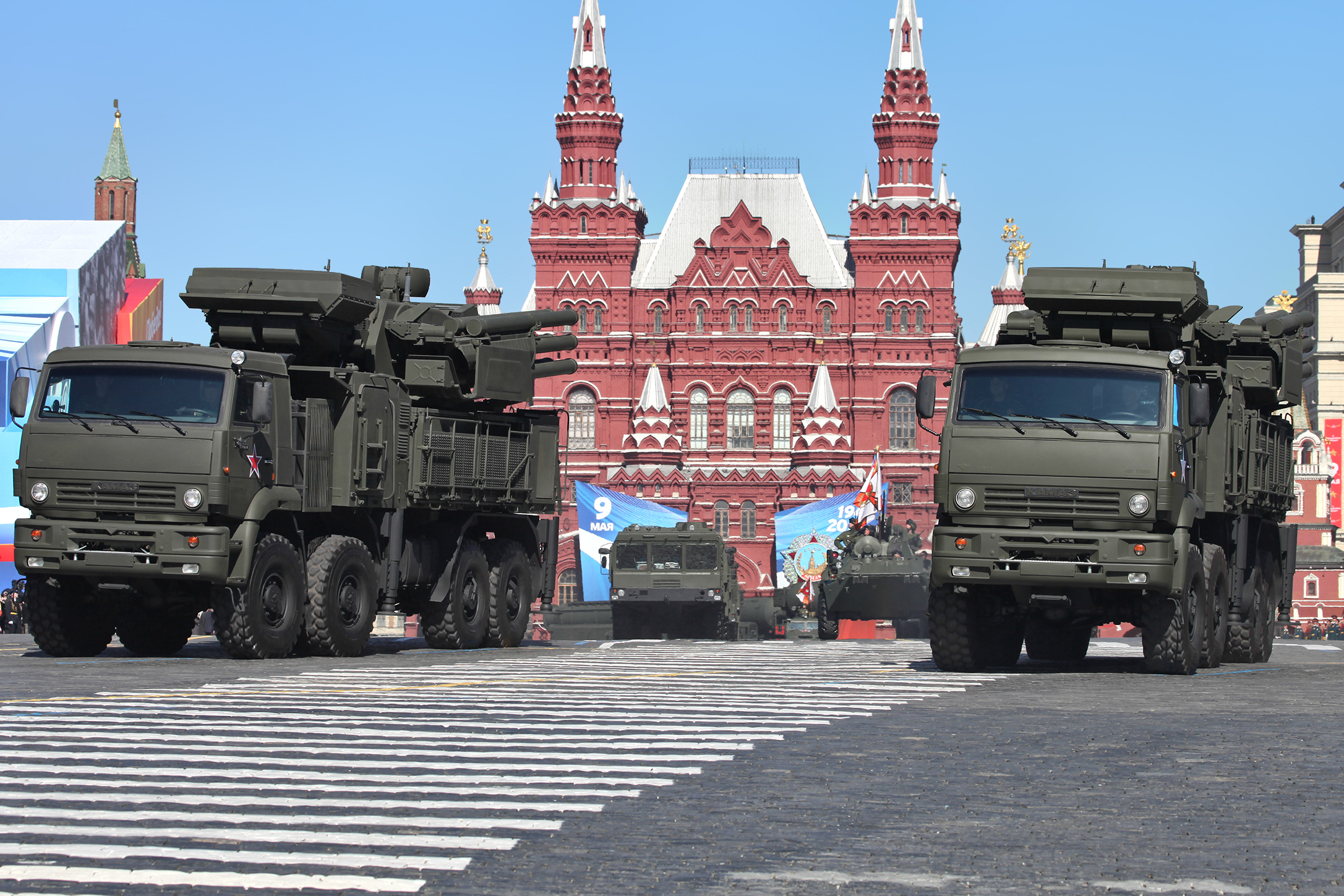
Pancyr-S1 podczas Dnia Zwycięstwa na placu Czerwonym w Moskwie
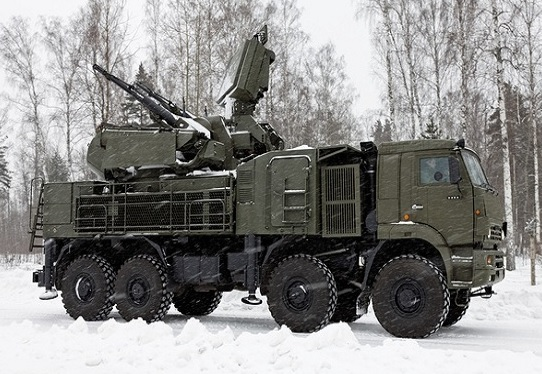
Pancyr-S1 podczas ćwiczeń w obwodzie czelabińskim
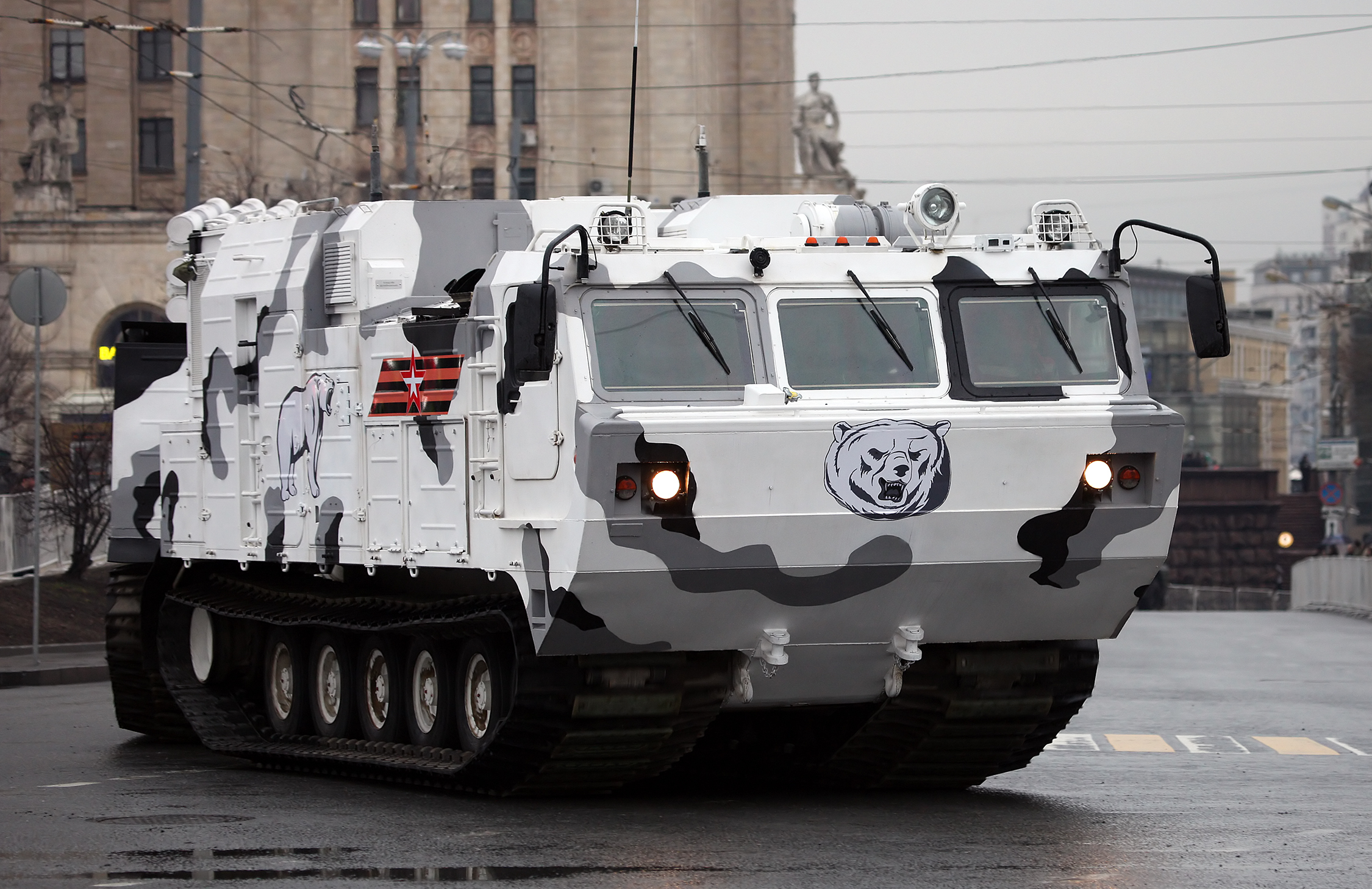
Pancyr-SA – wersja dostosowana do działania w Arktyce
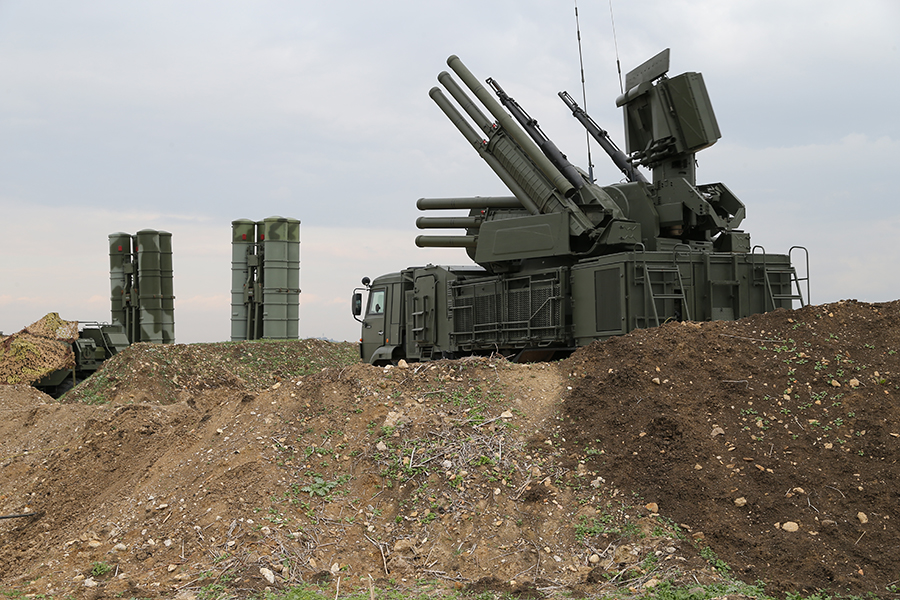
Pancyr-S1 używany bojowo w Syrii
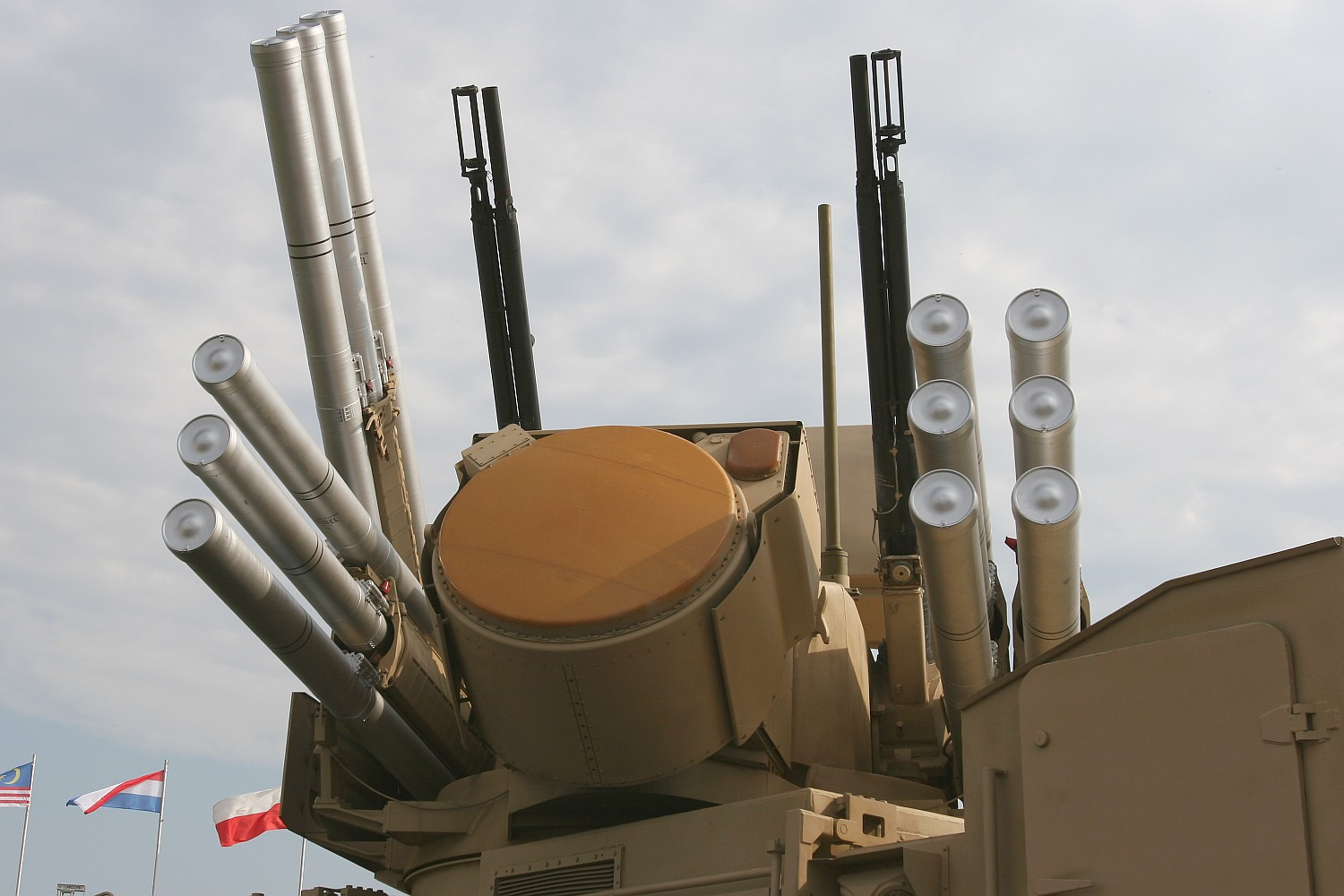
Wieża z armatami automatycznymi 2A38M oraz wyrzutniami pocisków rakietowych 57E6-E